# Самойлова, Элина Михайловна
Элина Михайловна Самойлова (26 февраля 1995, Краснодар) — российская футболистка, полузащитница. Выступала за сборную России. Мастер спорта России.

## Биография

### Клубная карьера
С раннего детства жила в г. Гулькевичи, где начала заниматься футболом в СДЮСШОР № 1, первый тренер — Константин Викторович Говорунов. С 14-летнего возраста выступала за молодёжную команду краснодарской «Кубаночки», тренеры — Татьяна Зайцева, Наталья Дыгай. Начинала играть на позиции нападающей, но в юношеском возрасте переведена в оборону. В составе «Кубаночки-М» — победительница первенства России среди молодёжных составов сезона 2012/13.
С 2011 года выступала за основной состав «Кубаночки». Дебютный матч в чемпионате России сыграла 28 августа 2011 года против клуба «Звезда-2005», заменив на 67-й минуте Яну Чуб. Первый гол в высшей лиге забила 9 июля 2016 года в ворота ЦСКА. Всего за семь сезонов в краснодарском клубе сыграла 82 матча и забила один гол в высшем дивизионе. Трёхкратная финалистка Кубка России (2014, 2015, 2016).
С 2018 по 2023 годы выступала за московский «Локомотив». Серебряный призёр чемпионата России 2019 и 2020 годов, чемпионка России 2021 года, бронзовый призёр 2022 и 2023 года. В начале 2024 года перешла в московское «Динамо». В июле 2025 года завершила карьеру футболистки.

### Карьера в сборной
Выступала за юношескую и молодёжную сборную России. В составе студенческой сборной — участница Универсиады 2013 года в Казани, где россиянки заняли девятое место, на турнире сыграла 5 матчей.
В национальной сборной России дебютировала 8 октября 2019 года в отборочном матче чемпионата Европы против Нидерландов.